# S&P 글로벌
S&P 글로벌(S&P Global Inc.)은 미국 뉴욕에 본사를 둔 공개 기업으로서 금융 서비스 기업이며 주요 업무는 재무 정보 및 분석이다. 스탠더드 앤드 푸어스와 S&P 다우 존스 레이팅스 등 4개 법인의 모회사에 해당한다.
S&P 글로벌은 금융 서비스 기업이지만, 이전 회사인 맥그로-힐은 출판사였으며, 금융 서비스업과의 관련된 일은 스탠더드 앤드 푸어스의 인수 이후가 된다.

## 연혁
맥그로-힐은 미국의 출판사로서 뉴욕 시의 록펠러 센터에 본사가 있다. 블룸버그 비즈니스위크 등 잡지 출판과 교육, 방송, 금융사업등을 하고 있으며 스탠다드 앤드 푸어스와 JD 파워의 모회사이다.
맥그로-힐의 공동 설립자 중 한 명인 제임스 맥그로우는 뉴욕 주의 교사였으며, 1888년 American Journal of Railway Appliances를 인수하였고, 이후에 출판사를 인수하여, 1899년에 맥그로우 출판사(The McGraw Publishing Company)를 설립했다.
스탠더드 앤드 푸어스는 1906년에 루터 리 브레이크가 설립한 표준통계국 (Standard Statistics Bureau)과 1860년에 헨리 바넘 푸어가 창업한 푸어출판사(HV and HW Poor Co.)가 1941년에 합병하여 발족했다.
1995년에 회사명을 The McGraw-Hill Companies로 변경했다.
2009년 12월 블룸버그 L.P.에 〈비지니스 위크〉를 매각하였다.
2012년 11월 26일, 맥그로-힐은 책을 다수 출판하고 있었지만, 맥그로-힐의 교육 부문 투자 회사 아폴로 글로벌 매니지먼트에 매각되어 맥그로-힐 에듀케이션 사가 되었다.
2013년 5월 1일, 맥그로-힐은 맥그로-힐 파이낸셜로 회사명을 변경하였다.
2016년 4월 자회사인 JD 파워를 매각하고, 또한 S&P 글로벌로 기업명을 변경하였다.